# Chico Faria (football, 1964)
Pour l’article homonyme, voir Chico Faria.
José Francisco Gonçalves Faria, plus simplement appelé Chico Faria, est un footballeur portugais né le 22 octobre 1964 à Esposende. Il évoluait au poste d'attaquant.

## Biographie
Formé au Benfica Lisbonne, ce buteur joue principalement en faveur du Rio Ave et du CF Belenenses. 
Avec le club de Belenenses, il remporte une Coupe du Portugal en 1989.
Au total, Chico Faria joue 193 matchs en 1re division portugaise, et inscrit 52 buts dans ce championnat.

## Palmarès
- Vainqueur de la Coupe du Portugal en 1989 avec le CF Belenenses